# Gelehrtenfriedhof (Königsberg)
Gelehrtenfriedhof war die populäre Bezeichnung eines Friedhofs in Königsberg i. Pr. namens Alter Neuroßgärter Friedhof.

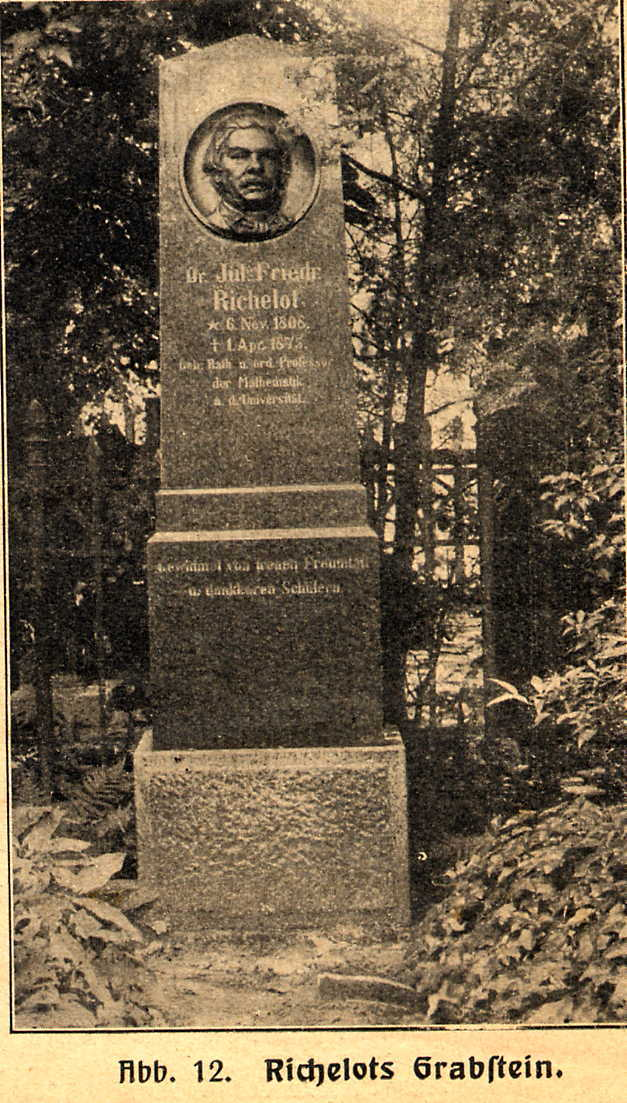
Julius Friedrich Richelot (1808–1875), Mathematiker

## Geschichte des Friedhofs
Im Jahr 1646 reichte der Platz des um die „Alte Neuroßgärter Kirche“ befindlichen „Todtenackers“ nicht mehr aus. Daher wurde der „Alte Neuroßgärter Friedhof“ nach Westen in der Nähe des Hügels, auf dem später die Sternwarte errichtet wurde, erweitert. 1817 bot auch dieses Gebiet nicht genügend Ausdehnung, so dass die Stadt sich entschloss, in der Nähe der Luisenkirche neue Friedhöfe anzulegen und auf dem Alten Neuroßgärter Friedhof nur noch Prominente aus Politik, Wissenschaft und Kunst zu beerdigen, wodurch sich zunächst der Name „Ehrenfriedhof“ einprägte, der bis 1945 bestand. Die gesamte übrige Fläche wurde zum „Volksgarten“. Um die Verwechslung mit einem älteren „Ehrenfriedhof“ zu vermeiden, bürgerte sich zunehmend der Name „Gelehrtenfriedhof“ ein.
1926 entschloss sich die Stadt, diesen „Friedhof mit der Gelehrtenecke“ im Volkspark bevorzugt zu pflegen.
Ferner wurden einige Gräber von berühmten Königsbergern, „die auf den der Vernichtung anheimfallenden Friedhöfen liegen“, zum Gelehrtenfriedhof verlegt. Hierzu zählte die Umbettung von Theodor Gottlieb von Hippel und Karl Rosenkranz vom Alten Steindammer Friedhof im November/Dezember 1926.
Der Gelehrtenfriedhof war der alte Teil des Neuroßgärter Kirchhofs und lag 100 m nordwestlich des Sternwartenhügels im Bereich des ehemaligen Festungsgürtels. Die neue Grablege der bedeutendsten Königsberger Professoren war nötig geworden, als das sogenannte Professorengewölbe am Dom zu klein geworden war.

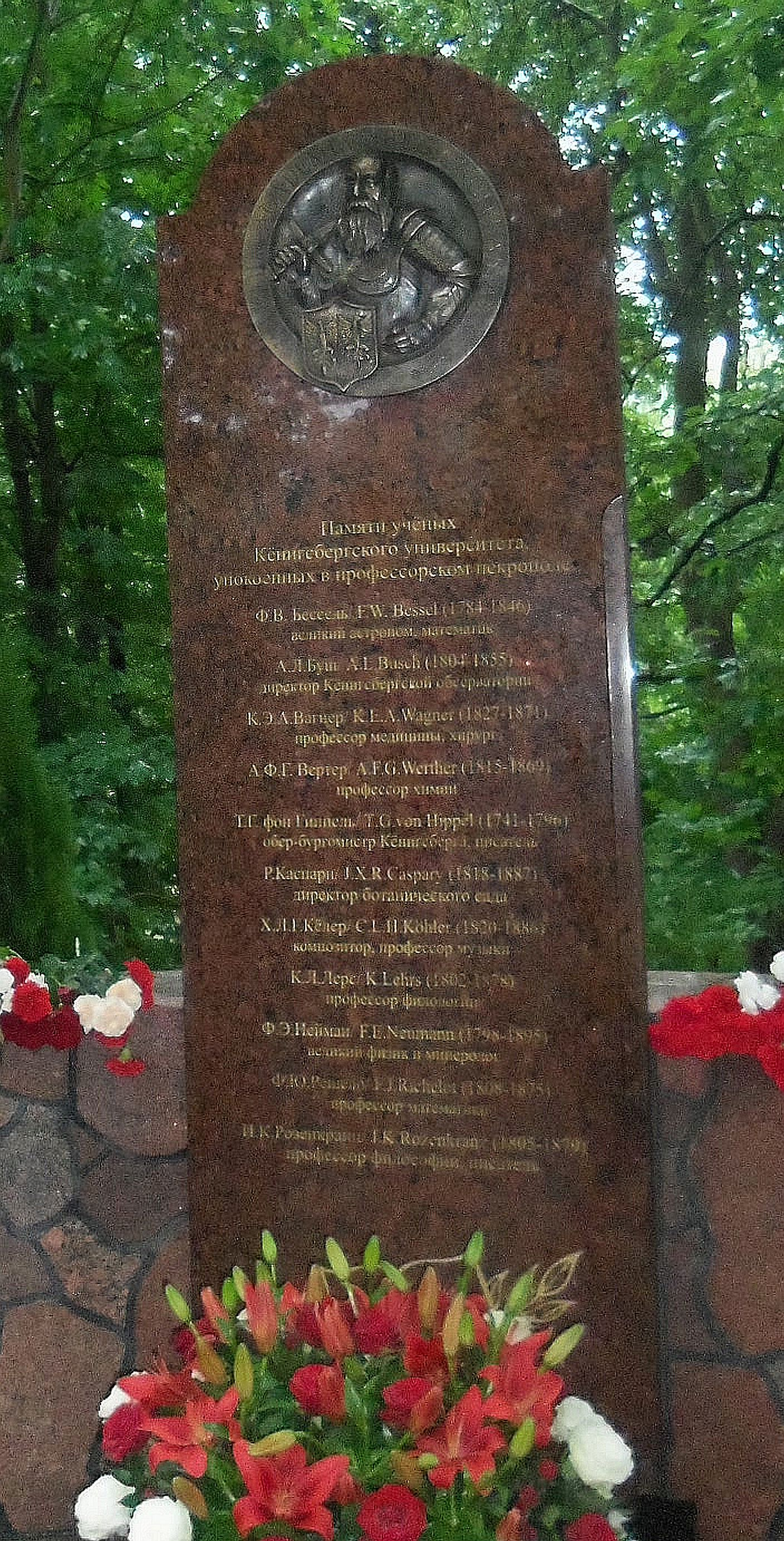
Gedenkstein auf dem ehemaligen Gelehrtenfriedhof in Kaliningrad zu Ehren der dort begrabenen Wissenschaftler der Albertus-Universität Königsberg

1927 in Ehrenfriedhof erneut umbenannt, wurde der Gelehrtenfriedhof zum Ende des Zweiten Weltkriegs zerstört. Die Kaliningrader Regierung plante ab 2013 mit Hilfe des Vorsitzenden des Russischen Schriftstellerverbandes, Boris Bartfeld, eine Gedenkstätte auf dem ehemaligen Gelände des Gelehrtenfriedhofs zu errichten. Die Enthüllung des Gedenksteins erfolgte am 12. Juli 2014 im Beisein von Vertretern aus Politik und Wissenschaft der Stadt Kaliningrad.

## Gräber
- Friedrich Wilhelm Bessel (1784–1846), Astronom
- Robert Caspary (1818–1887), Botaniker
- Theodor Gottlieb von Hippel (1741–1796), Staatsmann und Sozialkritiker[1]
- Ludwig Kersandt (1821–1892), Medizinalbeamter
- Karl Lehrs (1802–1878), Gräzist
- Franz Ernst Neumann (1798–1895), Begründer der Theoretischen Physik, umgebettet[3]
- Karl Rosenkranz (1805–1879), Philosoph, Hegel-Schüler
- Friedrich Julius Richelot (1808–1875), Mathematiker
- Albrecht Wagner (1827–1871), Chirurg, starb als Generalarzt im Deutsch-Französischen Krieg in Dôle an Typhus
- Magnus von Beer (1765–1825), Landrat von Estland
- August Ludwig Busch (1804–1855), Astronom an der Königsberger Sternwarte, Nachfolger von Friedrich Wilhelm Bessel
- Gustav Werther (1815–1869), Chemiker

## Bildgalerie

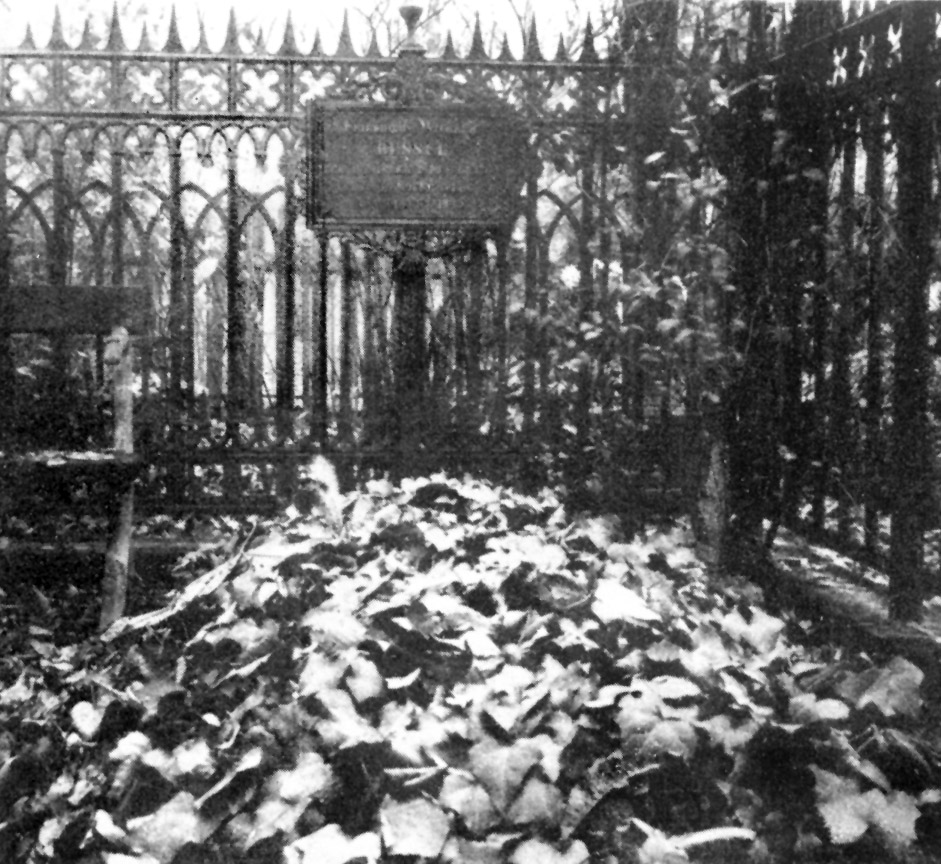
Friedrich Wilhelm Bessel (1784–1846), Astronom
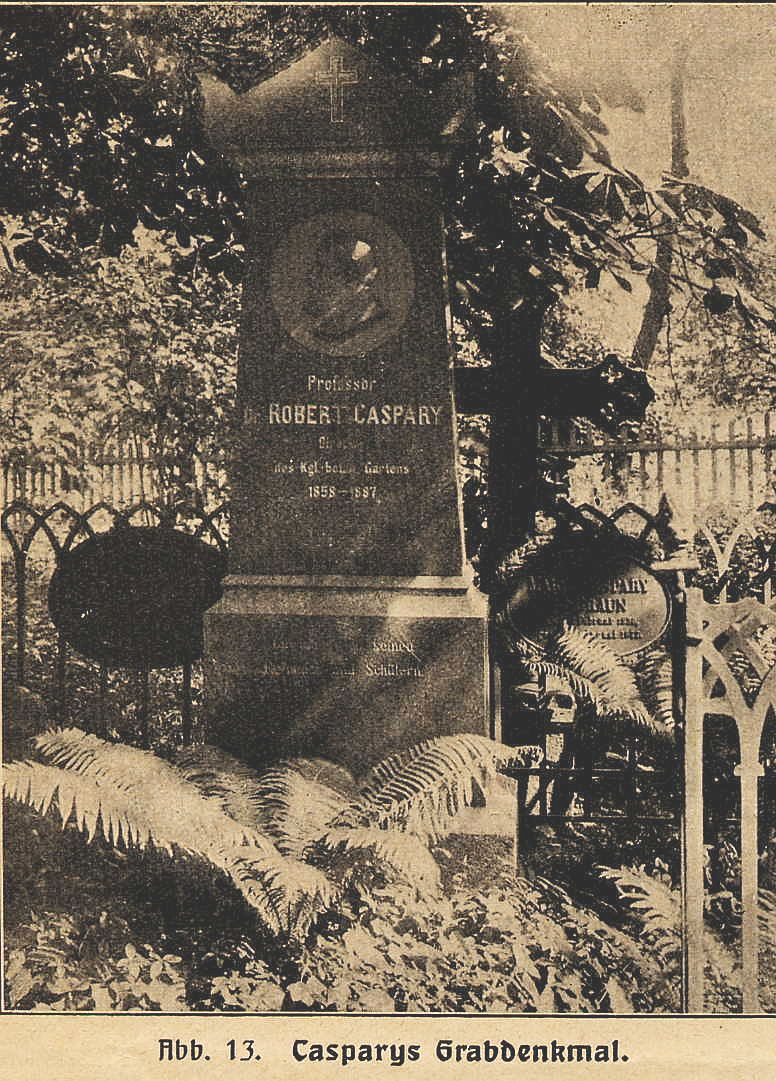
Robert Caspary (1818–1887), Botaniker
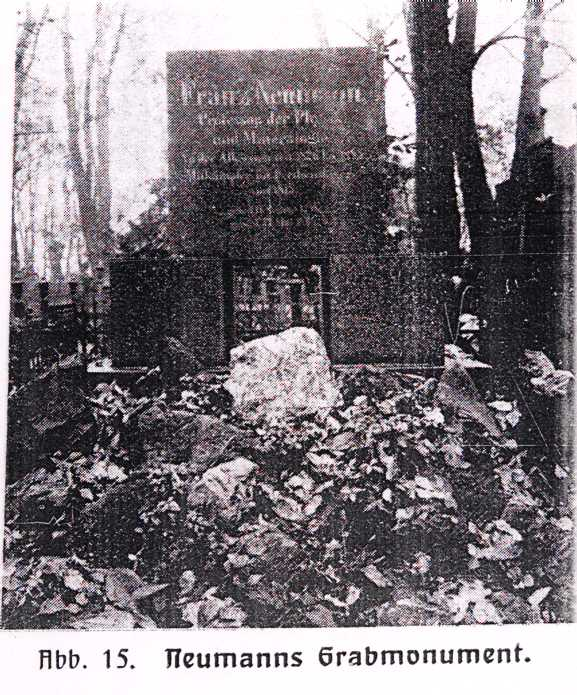
Franz Ernst Neumann (1798–1895), Physiker
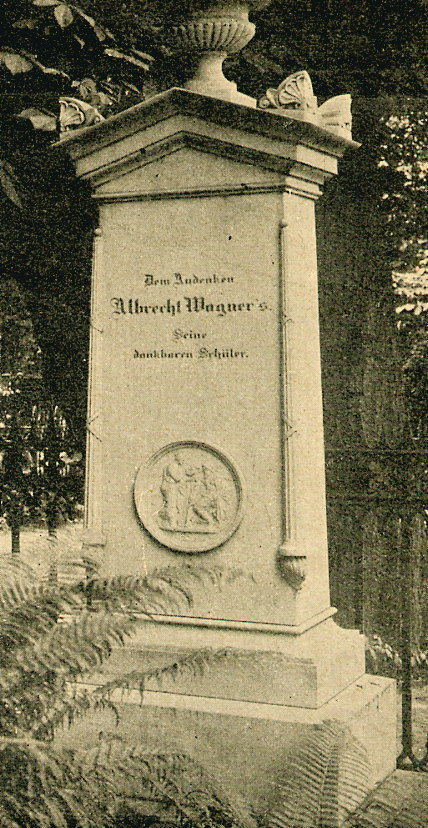
Albrecht Wagner (1827–1871), Chirurg